# 寿司之神
《寿司之神》（英語：Jiro Dreams of Sushi），是一部2011年上映的紀錄片，由美國導演大卫·贾柏執導。该片讲述了全球最年长米其林三星餐厅数寄屋桥次郎大厨小野二郎的传奇人生和成功背后付出的努力。

## 剧情介紹
小野二郎現年八十六歲，是全世界年紀最大的三星主廚，他可謂是師傅中的師傅、達人中的達人，在日本國內的地位相當崇高，而「壽司第一人」的美稱更是傳播於全球。綜觀他的一生，超過五十五年的時間，他都在做壽司，因此他對壽司所注入的精神，以及其技巧絕對是世上第一。纪录片通过对小野二郎的人生描述，影片揭示了成功背后的执着精神。
「數寄屋橋次郎」是小野所開的壽司店，店內的食材都是經過精心挑選，而從製作到入口一瞬間，每個環節都是有經過縝密的評估和計算。因此，這間隱身於東京辦公大樓地下室的小店家，連續兩年榮獲米其林三顆星評價，甚至被譽為值得花一生去等待的店家。如今，小野二郎的兒子即將繼承他的心血，影片當中將會看見美味壽司背後，所付出的心力以及其絕不妥協的信念和態度。

## 演员
- 小野二郎 出演 小野二郎，店主
- 小野祯一 出演 小野祯一，店主的大兒子
- 小野隆 出演 小野隆，店主的二兒子
- 山本益弘（日语：山本益弘） 出演 山本益弘，美食作家